# ميك فان بورين
ميك فان بورين (بالهولندية: Mick van Buren)‏ (14 أغسطس 1992 بدوردريخت في هولندا - ) هو لاعب كرة قدم هولندي في مركز الهجوم. لعب مع نادي إكسلسيور ونادي إيسبيرغ.

## روابط خارجية
- ميك فان بورين على موقع الاتحاد الأوربي (الإنجليزية)
- ميك فان بورين على موقع قاعدة بيانات كرة القدم.إي يو (الإنجليزية)
- ميك فان بورين على موقع بيانات كرة القدم. دي إي (الألمانية)
- ميك فان بورين على موقع Soccerway.com (الإنجليزية)
- ميك فان بورين على موقع عالم كرة القدم.نت (الإنجليزية)
- ميك فان بورين على موقع AS.com (الإسبانية)